# Pistole Caracal
Pistole Caracal F a její kompaktní verze Caracal C jsou poloautomatické ruční střelné zbraně vyráběné společností Caracal International L.L.C., sídlící ve Spojených arabských emirátech
Pro evropský trh jsou zbraně vyráběné společností Caracal GmbH v německém městě Suhl jako pobočka společnosti Merkel Hunting & Sporting Arms GmbH.
Pistole Caracal byla navržena rakouským designérem Wilhelmem Bubitsem, který se podílel také na vývoji rakouské pistole Steyr M. U pistole Caracal byl kladen jasný důraz na co nejníže usazenou osu hlavně kvůli maximalizaci redukce zpětného rázu při výstřelu. Další zajímavostí je, že zbraň se skládá pouze z 28 součástek, které tvoří 5 základních celků - hlaveň, závěr, rám, úderník a spoušťový mechanismus. Pro spojování nejsou použité žádné šrouby, pouze kolíky a uložení větších celků do kontejnerů. Zbraň je velmi jednoduše a rychle rozebíratelná pro základní uživatelské čistění a inspekci.
Pistole Caracal prošla velmi náročnými NATO testy a testy německého Bundeswehr a získala zaslouženou certifikaci.

## Pistole Caracal
- Model : Caracal F
- Ráže : 9 mm Luger, .40S&W
- Celková délka (mm): 178
- Délka hlavně (mm): 104
- Kapacita zásobníku : 18 (14 při ráži .40S&W)
- Hmotnost (g):750

- Model : Caracal C
- Ráže : 9 mm Luger
- Celková délka (mm): 167
- Délka hlavně (mm): 93
- Kapacita zásobníku : 15 (18), lze použít i delší z modelu F
- Hmotnost (g):700

- Model : Caracal SC
- Ráže : 9 mm Luger
- Celková délka (mm): 161
- Délka hlavně (mm): 86
- Kapacita zásobníku : 13 (15/18), lze použít i delší z modelu C nebo F
- Hmotnost (g):650

## Galerie

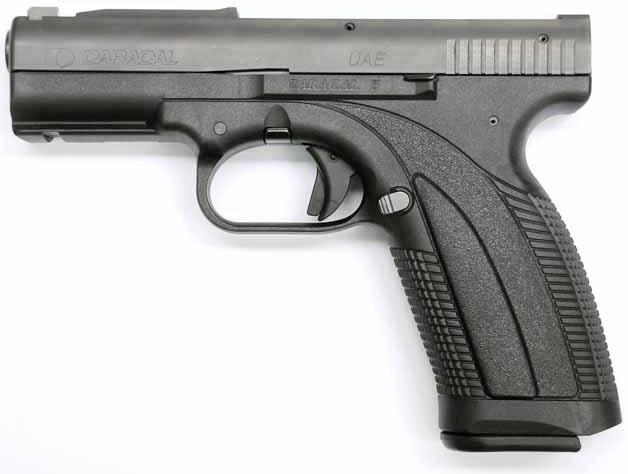
Caracal F, full size pistol with "Quick-Sight" sights.
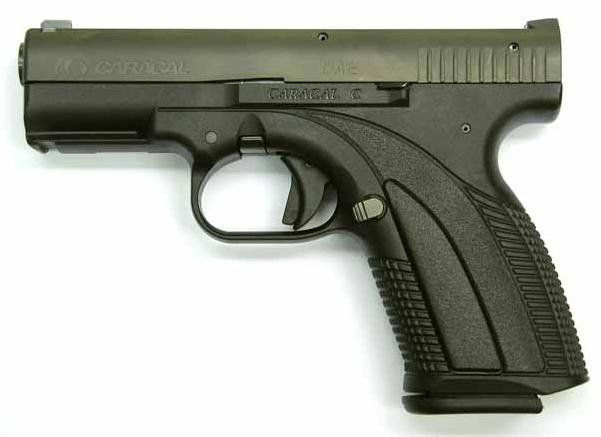
Caracal C compact pistol with standard sights.
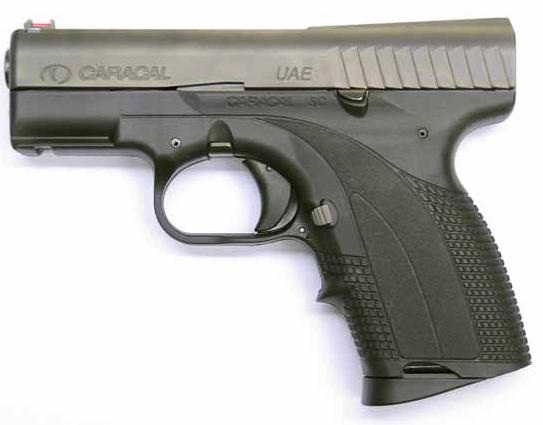
Caracal SC sub-compact pistol, with fibre optic front sight insert and magazine with a finger rest for extra grip.
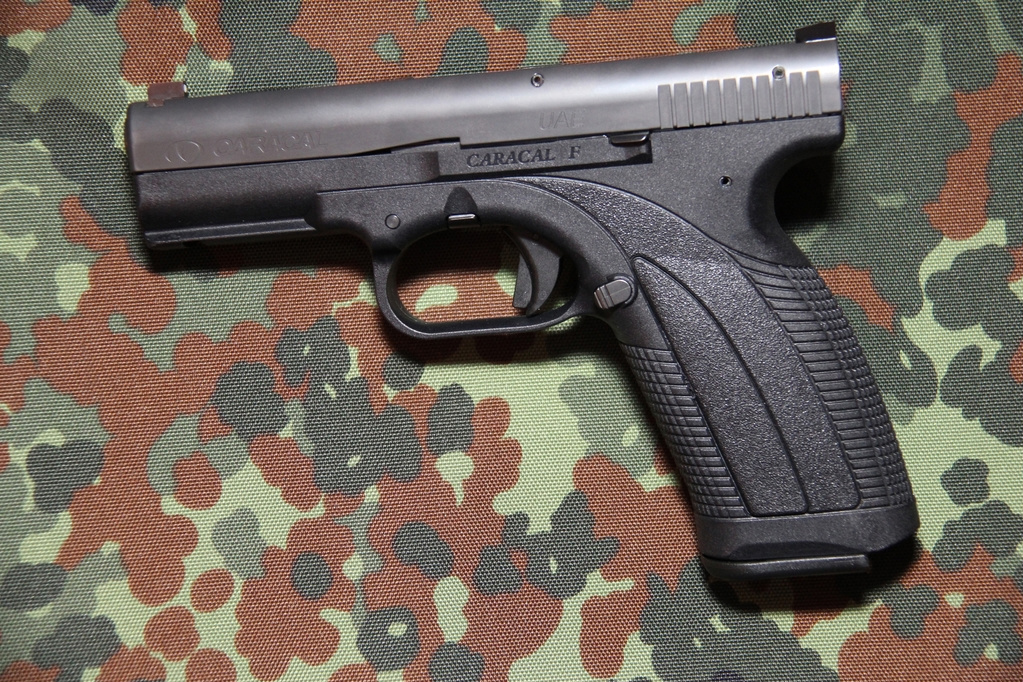
Caracal F, full size pistol, service pistol made in United Arab Emirates,9x19mm, standard sights.
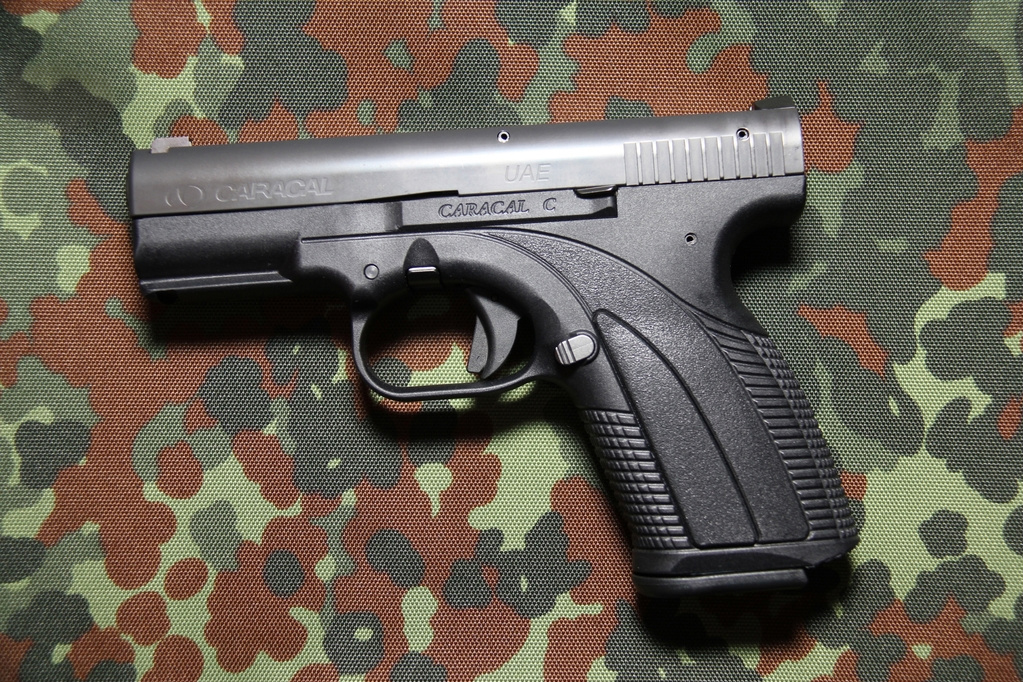
Caracal C, compact size pistol, pistol made in United Arab Emirates,9x19mm, standard sights.